# 407 v. Chr.
Portal Geschichte | Portal Biografien | Aktuelle Ereignisse | Jahreskalender | Tagesartikel

◄ |
6. Jahrhundert v. Chr. |
5. Jahrhundert v. Chr. |
4. Jahrhundert v. Chr. |
►

◄ | 420er v. Chr. | 410er v. Chr. | 400er v. Chr. | 390er v. Chr. |
380er v. Chr. |
►

◄◄ | ◄ | 410 v. Chr. | 409 v. Chr. | 408 v. Chr. | 407 v. Chr. |
406 v. Chr. |
405 v. Chr. |
404 v. Chr. |
► |
►►

## Ereignisse

### Politik und Weltgeschehen
- Nördlich von Ephesos treffen bei Notion die Flotten von Sparta unter Lysander und Athens unter Antiochos aufeinander. Nach der vernichtenden Niederlage in der Schlacht von Notion verliert Alkibiades den Oberbefehl über die athenische Flotte im Peloponnesischen Krieg.
- Der verbannte Hermokrates versucht Syrakus im Handstreich zu erobern, wird dabei aber im Straßenkampf getötet.

### Wissenschaft und Technik
- Im babylonischen Kalender fällt der Jahresbeginn des 1. Nisannu auf den 8.–9. April[1]; der Vollmond im Nisannu auf den 21.–22. April[1] und der 1. Tašritu auf den 2.–3. Oktober[1].
- Babylonische Astronomen protokollieren im 17. Regierungsjahr des achämenidischen Königs Dareios II. (407 bis 406 v. Chr.) ihre Beobachtungsergebnisse der Mondfinsternis vom 15.–16. Oktober[1] (14. Tašritu).

## Gestorben
- Dorieus aus Rhodos, griechischer Athlet und Olympionike
- Hermokrates, syrakusanischer Staatsmann und General